# Wilhelm (Jülich-Berg)
Wilhelm von Jülich-Berg (* 9. Januar 1455; † 6. September 1511 in Düsseldorf) war als Wilhelm III. Herzog von Berg und als Wilhelm IV. Herzog von Jülich sowie Graf von Ravensberg.

## Leben

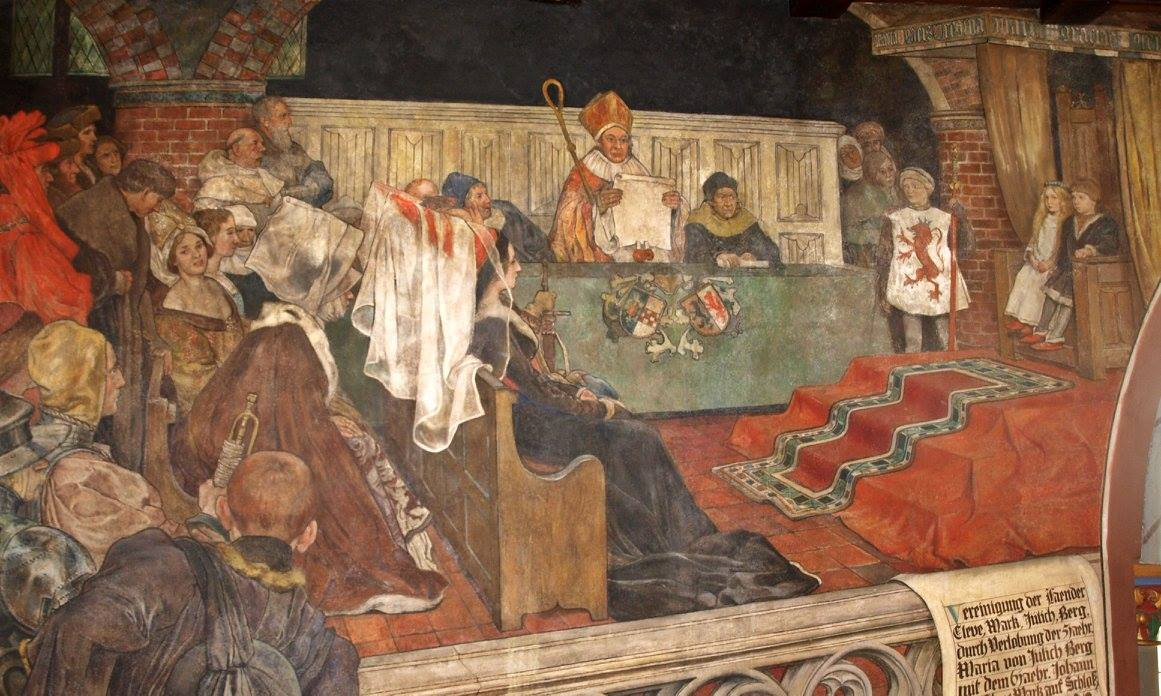
Claus Meyer: Die Kinderverlobung 1496, Historiengemälde im Rittersaal von Schloss Burg, 1901/1902 – In dem Wandgemälde ist Wilhelm von Jülich-Berg rechts neben dem Bischof abgebildet, der die die Klever Union begründende Eheberedungsurkunde vom 25. November 1496 vor den versammelten Hofstaaten der Länder Kleve-Mark und Jülich-Berg verliest.

Wilhelm war der Sohn des Herzogs Gerhard von Jülich-Berg und der Sophie von Sachsen-Lauenburg. Nach dem Tod seines Vaters 1475 trat er dessen Nachfolge an.
Er heiratete 1472 Gräfin Elisabeth von Nassau-Saarbrücken, die Tochter Johanns von Nassau-Saarbrücken. Sie brachte ein reiches Erbe mit in die Ehe, starb aber schon 1479. In zweiter Ehe nahm Wilhelm 1481 Sibylle von Brandenburg zur Frau. Beide Ehen brachten keine Söhne hervor, so dass sich das Problem der Erbfolge für Jülich-Berg-Ravensberg stellte.
Daher wurde 1496 die sogenannte Klever Union geschlossen und damit die Verbindung der Herzogtümer Jülich-Berg(-Ravensberg) und Kleve-Mark zu Jülich-Kleve-Berg angebahnt: Wilhelms einzige Tochter, die 5-jährige Maria, und der 6-jährige Johann, Sohn und Erbe Herzog Johanns II. von Kleve, wurden miteinander verlobt, 1510 folgte die Hochzeit.
Wilhelm starb 1511, mit ihm endete das Haus Jülich. Er liegt als letzter bergischer Herrscher im Altenberger Dom begraben. Seine Nachfolge trat sein Schwiegersohn Johann an, der 1521 auch Kleve-Mark erbte.